# ایرینی کارا
ایرینی کارا (یونانی: Ειρήνη Καρρά؛ زاده ۱۹۸۶ (۳۸–۳۹ سال)) یک مانکن یونانی است.